# Graça Freitas
Maria da Graça Gregório de Freitas (Nova Lisboa, Portugees-West-Afrika - nu: Angola, 26 augustus 1957) is een Portugese arts en specialist in volksgezondheid. Ze is sinds 2018 directeur-generaal van Gezondheid en de belangrijkste woordvoerster op het gebied van volksgezondheid in Portugal. Ze heeft gepubliceerd op het gebied van vaccinaties, preventie en bestrijding van besmettelijke ziekten, noodsituaties op het gebied van de volksgezondheid en over gezondheidsvoorlichting.
Vóór haar benoeming bij het Directoraat-generaal was ze adjunct-directeur-generaal en coördineerde ze verschillende volksgezondheidsprogramma's, met name, sinds 1996, het Portugese nationale vaccinatieprogramma. Graça Freitas is ook lid van de raad van bestuur van het Europees Centrum voor ziektepreventie en -bestrijding, van het vaccinatieprogramma van de Wereldgezondheidsorganisatie en andere internationale organisaties.
Vanwege haar prominente nationale rol tijdens de aanhoudende coronapandemie in Portugal, werd ze opgenomen in de lijst van het Portugese blad Jornal de Negócios als lid van de 50 meest invloedrijke mensen van 2020.

## Jeugd en opleiding
Graça Freitas werd in 1957 geboren in Nova Lisboa (het huidige Huambo) in Portugees-West-Afrika (het huidige Angola), dat in die tijd een overzeese provincie van Portugal was. Haar vader was een ambtenaar in het Angolese openbaar bestuur en haar moeder was huisvrouw. In 1974 schreef ze zich in op de Faculteit Geneeskunde aan de Universiteit van Luanda. Angola werd het jaar daarop onafhankelijk van Portugal. In 1975 vertrok ze naar Portugal en rondde haar studie af aan de Faculteit Geneeskunde van de Universiteit van Lissabon in 1980. Ze specialiseerde zich in 1988 in de volksgezondheid.

## Carrière
Graça Freitas heeft gewerkt als consulente in de wijk Ajuda in 1990 en opnieuw van 1992 tot 1996. Ze werkte ook als gemeentearts in Lissabon. In 1990–1991 werkte ze in Macau als coördinator van de gezondheidscentra, en hield ze toezicht op het stageprogramma volksgezondheid.
Van 1995 tot 2017 was ze universitair docent aan de Faculteit der Geneeskunde van de Universiteit van Lissabon. Ze hield haar lezingen vaak zittend tussen haar studenten in het amfitheater, om de discussie te stimuleren.
In 1996 kwam ze in dienst bij het Directoraat-generaal Gezondheid als hoofd van de afdeling Infectieziekten en coördinator van het nationale vaccinatieprogramma. In 2005 werd ze benoemd tot adjunct-directeur-generaal en kreeg ze verschillende functies: ze was verantwoordelijk voor het noodplan voor grieppandemie (2006-2007), voor de diensten Epidemiologie en gezondheidsstatistieken (2007-2012), voor de divisie Ziektebestrijding (2007-2009), voor de afdeling voor de preventie, beheersing en beheersing van grieppandemieën (2009-2010), voor de diensten van ziektebestrijding (2009-2012), en voor de diensten van ziektepreventie en gezondheidsbevordering (2012-2017).

### Directeur-generaal Gezondheid
In 2018 werd Graça Freitas benoemd tot directeur-generaal Gezondheid, de tweede vrouw die deze functie vervulde. Onmiddellijk kreeg ze te maken met een kleine uitbraak van waterpokken; als directeur-generaal was ze ook verantwoordelijk voor de respons op twee legionellose-uitbraken, een uitbraak van mazelen en een griepepidemie.

### Coronapandemie
Graça Freitas speelde een prominente rol tijdens de coronapandemie vanaf 2020 en ze werd een bekend gezicht voor het Portugese publiek doordat ze te zien was in de dagelijkse updates op de televisie over de pandemie. Ze presenteerde vaak samen met Marta Temido, minister van Volksgezondheid, en António Lacerda Sales, staatssecretaris van Volksgezondheid.
Ze heeft kritiek gekregen voor haar opmerkingen in januari 2020 dat COVID-19 geen reden tot ongerustheid was, aangezien "er de heel kleine kans is op overdracht van persoon tot persoon". Ze was daarom van mening dat "het onwaarschijnlijk is dat een dergelijk virus zou Portugal bereiken, omdat de uitbraak in China al bedwongen is". Ze noemde de bezorgdheid over een pandemie "een beetje buitensporig". Deze uitspraken deed ze voordat het eerste bewijs van besmetting van mens op mens buiten China aan het licht kwam en voordat de Wereldgezondheidsorganisatie deze manier van overdracht eind januari en begin februari begon te erkennen. Ze zou later zeggen dat ze zich bewust was van de ernst van de situatie, maar gaf toe dat ze niet had gedacht dat het zulke dramatische medische, economische en sociale proporties zou aannemen.

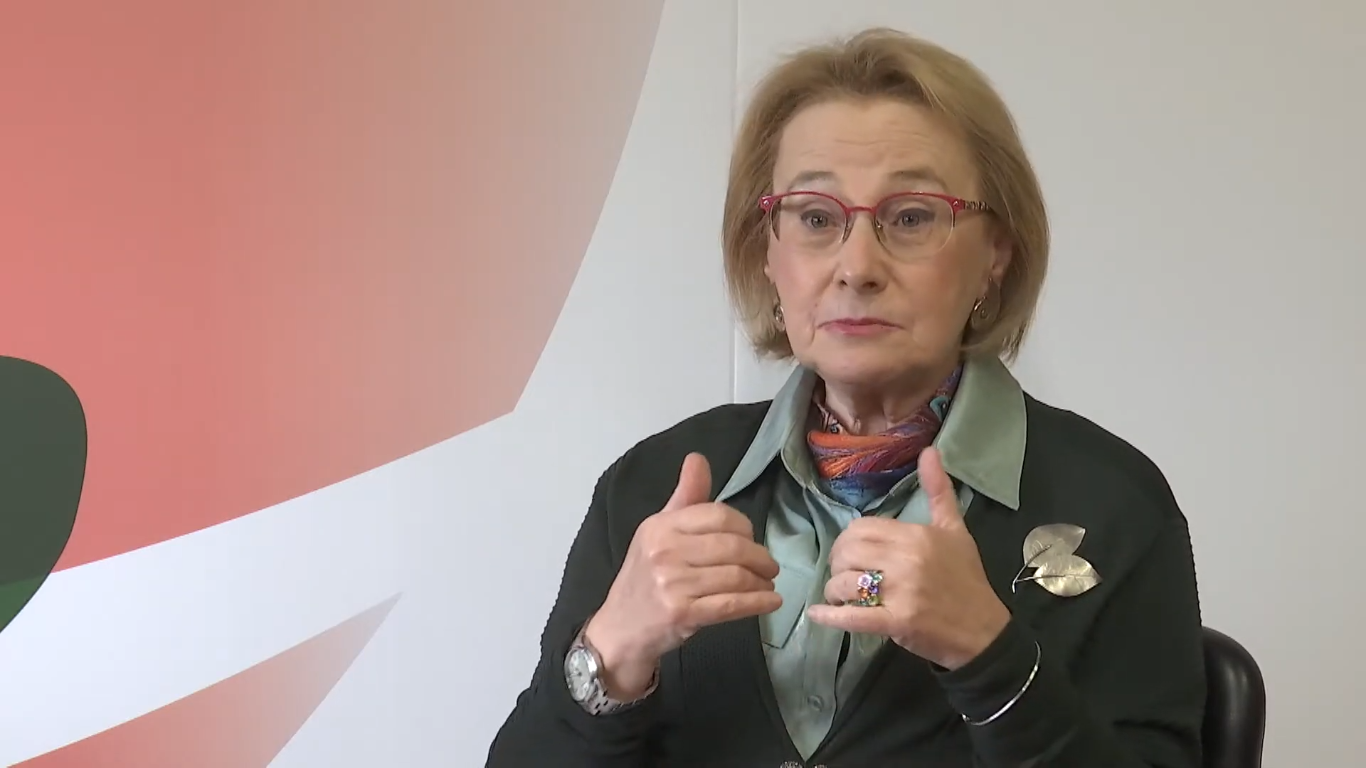
Graça Freitas in 2020.

## Privéleven
Graça Freitas is getrouwd en heeft kleindochters. Ze heeft meer dan 20 jaar gerookt. Ze stopte met roken in 2000 met hulp van varenicline, gemotiveerd door de toenemende moeilijkheid om de steile helling naar haar kantoor te beklimmen.
Ze heeft als hobby het verzamelen van planten en ze kweekt camelia's en haar favoriete bloem, orchideeën. 